# 杉山芳樹
杉山 芳樹（すぎやま よしき）は、日本のゲームプロデューサー。元株式会社コーエー専務取締役、株式会社コーエーテクモゲームス専務取締役。現株式会社リアルスタイル専務取締役。『戦国無双』シリーズや『オプーナ』で知られる。

## 人物
1988年、日本大学卒業。1990年にコーエー入社、『戦国無双』シリーズを立ち上げ、様々なプラットフォームを跨ぐ同社のヒットシリーズとなる。またWii用ゲームソフト『オプーナ』を企画した。2011年、株式会社コロプラの子会社、株式会社リアルスタイルに入社。『戦国X』などのソーシャルゲームを手がけている。

## 主な作品
- 戦国無双シリーズ
- オプーナ
- 戦国X
- Panipani-パラレルニクスパンドラナイト